# 천곡초등학교 (강원)
천곡초등학교는 대한민국 강원특별자치도 동해시에 있는 초등학교다.

## 학교 연혁
- 1993.12.31 가칭 동천국민학교 설립인가
- 1994.06.11 가칭 동천국민학교를 천곡국민학교로 교명 확정
- 1995.03.01 천곡국민학교 개교(18학급)
- 1996.03.01 천곡초등학교로 개명(24학급)
- 2002.10.25 강원도교육청지정 교실수업개선 연구학교 운영보고
- 2005.03.04 병원유치원 개원(1학급)
- 2008.11.27 영어 체험실 개관
- 2009.08.17 체육관 및 급식소 준공
- 2011.02.10 제14회 졸업 (남 83명, 여 66명, 계 149명 / 누계 2,352명)
- 2011.03.01 제6대 이정욱 교장 취임
- 2014.03.01 19(1)학급으로 편성